# آرمن آنانیان
آرمن آرتمی آنانیان (ارمنی: Արմեն Արտեմի Անանյան؛ زادهٔ ۱۸۹۳ یا ۱۸۹۶ - درگذشته ۱۸ دسامبر ۱۹۵۸) سیاستمدار و کارمند دولتی اهل ارمنستان بود که از تاریخ آوریل ۱۹۳۳ تا تاریخ نوامبر ۱۹۳۳ سمت وزارت کشاورزی ارمنستان را برعهده داشت.

## زندگی‌نامه
در ۱۸۹۶ (۱۸۹۳) در روستای شاماخیان به دنیا آمد و از دانشگاه کمونیستی سوردلف مسکو فارغ‌التحصیل شد.  وی در ۱۹۵۸ در سن ۶۲ (۶۵) سالگی درگذشت و در آرامستان مرکزی ایروان (توخماخ) به خاک سپرده شد.

## یادداشت
1. ↑  Հայկական համառոտ հանրագիտարան
2. ↑  Պողոսքիլիսա
3. ↑  Հայկական համառոտ հանրագիտարան
4. ↑  Մոսկվայի Սվերդլովի անվան կոմունիստական համալսարանում